# أندريا مور
أندريا مور (بالألمانية: Andrea Mohr)‏ هي كاتِبة ألمانية، ولدت في 19 يوليو 1963 في نويشتات أن در فاينشتراسه في ألمانيا.